# Penélope

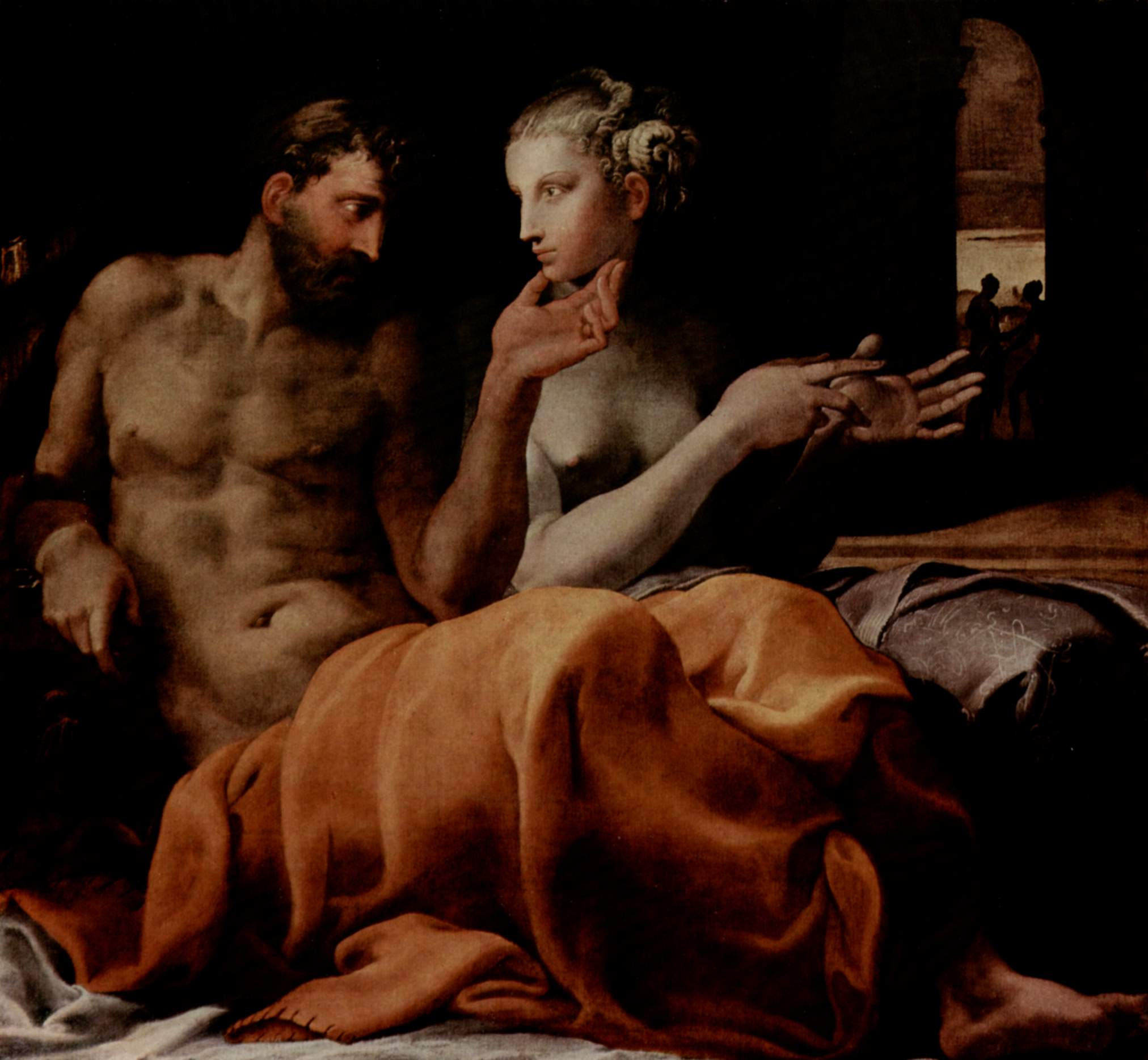
Odiseo y Penélope.

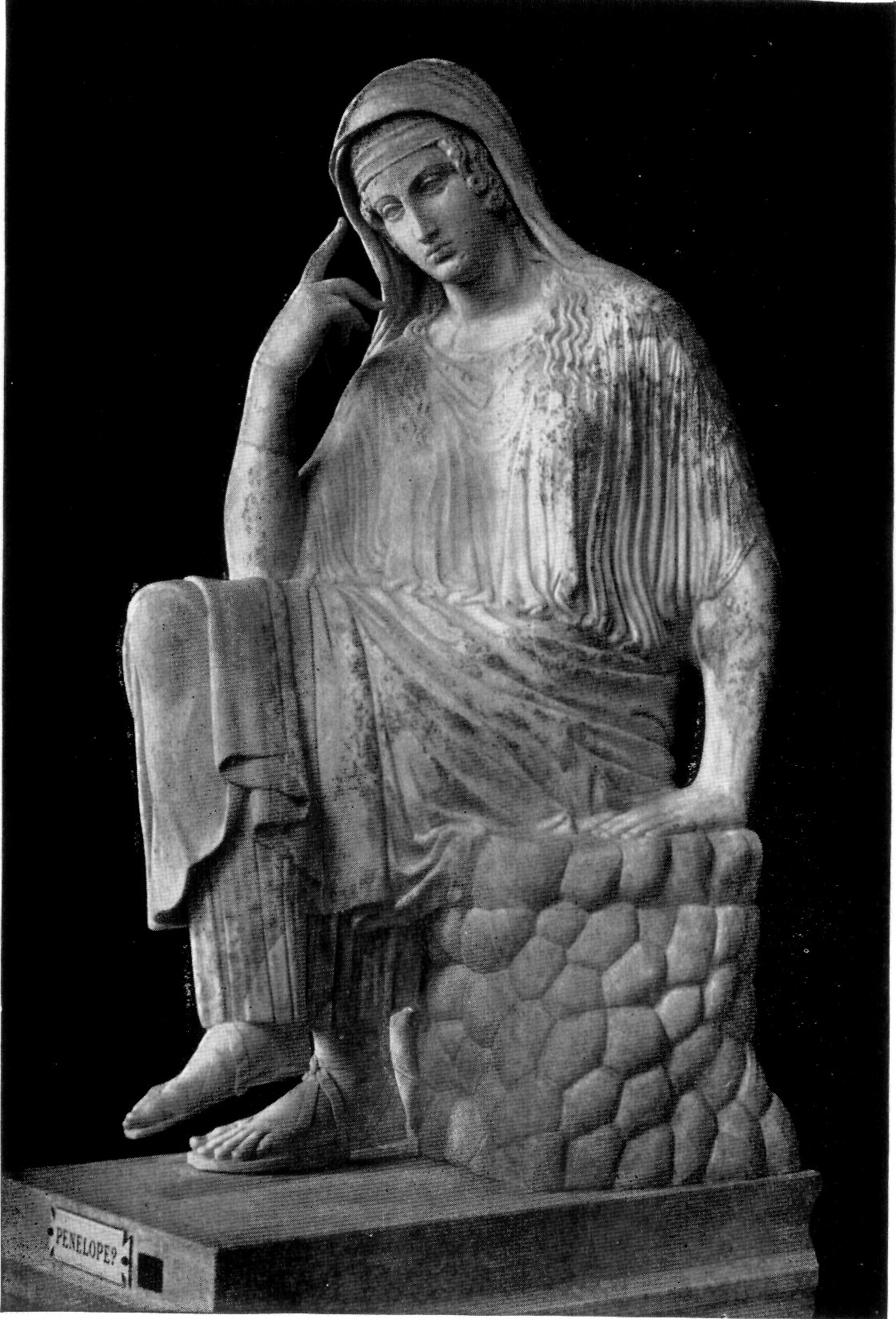
Estatua de Penélope en la Ciudad del Vaticano.

Penélope (Πηνελόπη Pēnelópē) es un personaje del poema épico la Odisea, de Homero, esposa del protagonista de la obra, el rey de Ítaca, Odiseo, al que espera durante veinte años tras la Guerra de Troya, por lo que se la considera un ejemplo paradigmático de la fidelidad conyugal. Penélope y Odiseo tuvieron un hijo llamado Telémaco. 
Penélope era la hija de Icario de Esparta y de la ninfa náyade Peribea;otros dicen que su madre fue Asterodea, hija de Eurípilo y nieta de un tal Teléstor. O bien Policaste, hija de Ligeo. Tuvo al menos cinco hermanos y una hermana, Iftime, esposa de Eumelo de Feras, a la que estaba muy unida.
Cuando Tindáreo se vio abrumado con la muchedumbre los pretendientes de Helena, pidió consejo al astuto Odiseo. Este prometió que, si le ayudaba a obtener a su sobrina Penélope, le indicaría el medio de que no se produjese ninguna riña. Tindáreo aceptó y Odiseo dijo que hiciera jurar a todos los pretendientes que defenderían al novio legido si recibía de alguien ultraje a su matrimonio. Tindáreo, después de tomar juramento a los pretendientes, solicitó de su hermano Icario la mano de Penélope para Odiseo. Poco tiempo después Palamedes, queriendo reclutar a Odiseo para la guerra, arrebató a Telémaco de los brazos de Penélope para engañar al propio Odiseo.
Al llegar a su patria Odiseo encontró su casa arruinada, pues creyéndolo muerto muchos pretendían a Penélope. Éstos habían llegado al palacio y celebraban banquetes consumiendo los rebaños de Odiseo. Penélope se vio obligada a prometer que se casaría cuando terminase el sudario de Laertes; lo venía tejiendo desde hace tres años, pues lo que tejía de día lo deshacía durante la noche; así pudo burlar a los pretendientes hasta que fue descubierta. Cuando Odiseo se enteró de lo que sucedía en su casa se presentó como un mendigo ante el esclavo Eumeo, se dio a conocer a Telémaco y llegó a la ciudad. Melantio, el cabrero, se encontró con ellos y aunque era esclavo los despreció. Al entrar en el palacio pidió comida a los pretendientes, y topando con un mendigo llamado Iro peleó con él; se dio a conocer a Eumeo y Filetio, y con ellos y Telémaco tramó un ardid contra los pretendientes. Penélope entregó a éstos el arco de Odiseo que él en una ocasión había recibido de Ífito, y dijo que se uniría en matrimonio a quien lo tensara. Como nadie pudo hacerlo, Odiseo lo tensó y con él mató a los pretendientes con la ayuda de Eumeo, Filetio y Telémaco. Mató también a Melantio y a las esclavas amancebadas con los pretendientes; luego se dio a conocer a su mujer y a su padre.

## Otras leyendas sobre Penélope
Hay diversas leyendas que cuentan lo que ocurrió después del retorno de Odiseo a Ítaca, recopiladas en breves resúmenes en la Biblioteca mitológica de Apolodoro. 
- Su marido Odiseo se fue a Tesprotia a realizar una serie de sacrificios que le había encomendado Tiresias (Odisea, XI) y acabó casándose con la reina Calídice.[9] Una vez muerta esta, Odiseo regresó a Ítaca y se encontró con que Penélope había dado a luz a Poliportes.[10] Tiempo después, Telégono —hijo de Circe y Odiseo— llegó a Ítaca y mató, sin saber que era su padre, a Odiseo. En cuanto lo descubrió, arrepentido, llevó el cadáver de su padre y a Penélope hasta Circe: allí, ella se casó con Telégono y Telémaco con Circe, lo cual hizo que su nuevo marido y Penélope fueran inmortales.
- Odiseo acusó a Penélope de haber atraído ella misma a los pretendientes y la repudió, así que ella marchó a Esparta y luego a Mantinea, donde murió. Cerca de Mantinea se creía que se encontraba su tumba.[11]
- Penélope fue seducida por Antínoo y por ello Odiseo la devolvió junto a su padre —Icario— y fue madre de Pan junto a Hermes.[12] O que Penélope se acostó con los ciento ocho pretendientes en ausencia de Odiseo, y así dio a luz a Pan.[13] Este mito refleja la etimología popular que equipara el nombre de Pan (Πάν) con la palabra griega para «todo» (πᾶν).[14]
- Penélope fue seducida por Anfínomo y por ello Odiseo la mató.[15]
- De Penélope y de Telégono nació Ítalo, que dio su nombre al país de Italia.[16]

## Pretendientes de Penélope
Según la Biblioteca mitológica:
- De Duliquio habían llegado cincuenta y siete: Anfínomo, Toante, Demoptólemo, Anfímaco, Euríalo, Páralo, Evenórides, Clitio, Agénor, Eurípilo, Pilémenes, Acamante, Tersíloco, Hagio, Clímeno, Filodemo, Meneptólemo, Damástor, Biante, Telmio, Poliído, Astíloco, Esquedio, Antígono, Marpsio, Ifidamante, Argío, Glauco, Calidoneo, Equión, Lamas, Andremón, Agéroco, Medonte, Agrio, Promo, Ctesio, Acarnán, Cicno, Pseras, Helánico, Perifrón, Megástenes, Trasimedes, Ormedio, Diópites, Mecisteo, Antímaco, Ptolemeo, Lestórides, Nicómaco, Polipetes y Cérao.
- De Same llegaron veintitrés: Agelao, Pisandro, Élato, Ctesipo, Hipódoco, Eurístrato, Arquémolo, Ítaco, Pisénor, Hiperénor, Feretes, Antístenes, Cérbero, Perimedes, Cino, Tríaso, Eteoneo, Clitio, Prótoo, Liceto, Eumelo, Ítano y Líamo.
- De Zacinto vinieron cuarenta y cuatro: Euríloco, Laomedes, Mólebo, Frenio, Indio, Minis, Liócrito, Prónomo, Nisante, Demón, Arquéstrato, Hipómaco, Euríalo, Períalo, Evenórides, Clitio, Agénor, Pólibo, Polidoro, Taditio, Estratio, Frenio, Indio, Desénor, Laomedonte, Laódico, Halio, Magnes, Olétroco, Bartas, Teofrón, Niseo, Alcárope, Periclímeno, Anténor, Pelas, Celto, Perifante, Órmeno, Pólibo y Andromedes.
- Los pretendientes de la misma Ítaca eran doce: Antínoo, Prónoo, Liodes, Eurínomo, Anfímaco, Anfíalo, Prómaco, Anfimedonte, Arístrato, Héleno, Duliquieo y Ctesipo.